# 伊勢湾

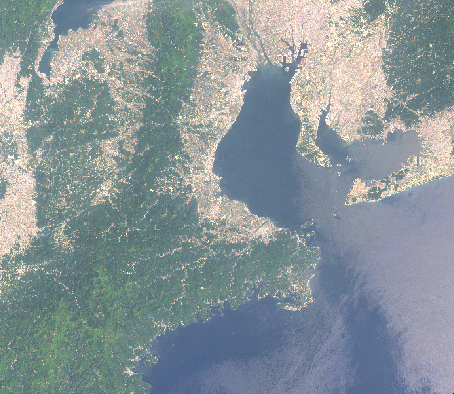
伊勢湾付近のランドサット写真

伊勢湾（いせわん）は、日本の本州の北太平洋側に存在する湾である。広義には東の三河湾を含むが、本稿では狭義の伊勢湾について述べる。

## 名称
伊勢湾の別名には「伊勢海」があり、旧名には「伊勢海湾」がある。伊勢湾の名称が定着したのは1959年（昭和34年）の伊勢湾台風以降とされるが、愛知県水産試験場の報告書ではそれ以前からほぼ「伊勢湾」とされ、「伊勢海」や「伊勢海湾」とするものはなく、一方で明治期から大正期には「尾張湾」とする報告書がある。

## 地理
伊勢湾・三河湾共に水深は概して浅く、伊勢湾の平均深度は19.5 mであり、最深部でも35-49 m、三河湾も平均深度は約9 mとなっている。

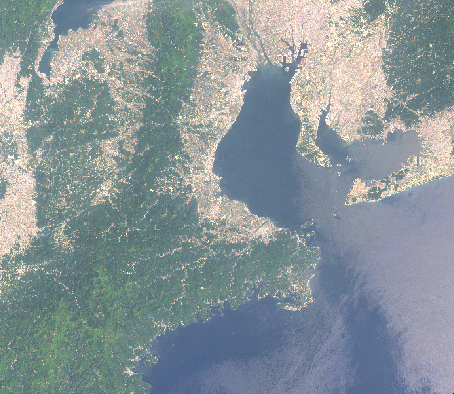
ランドサットによって撮影された附近の画像[注 1]。
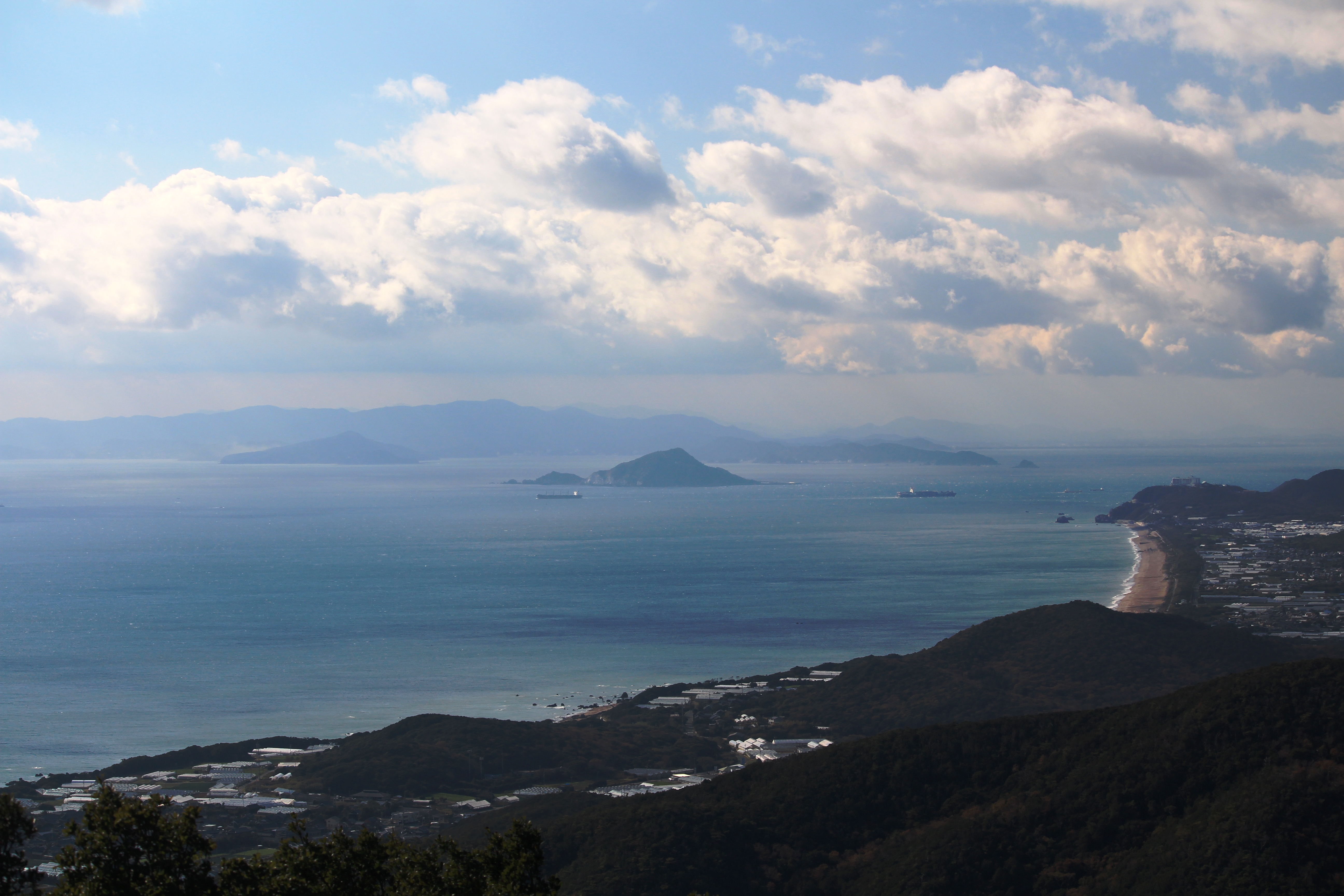
大山から見た神島。
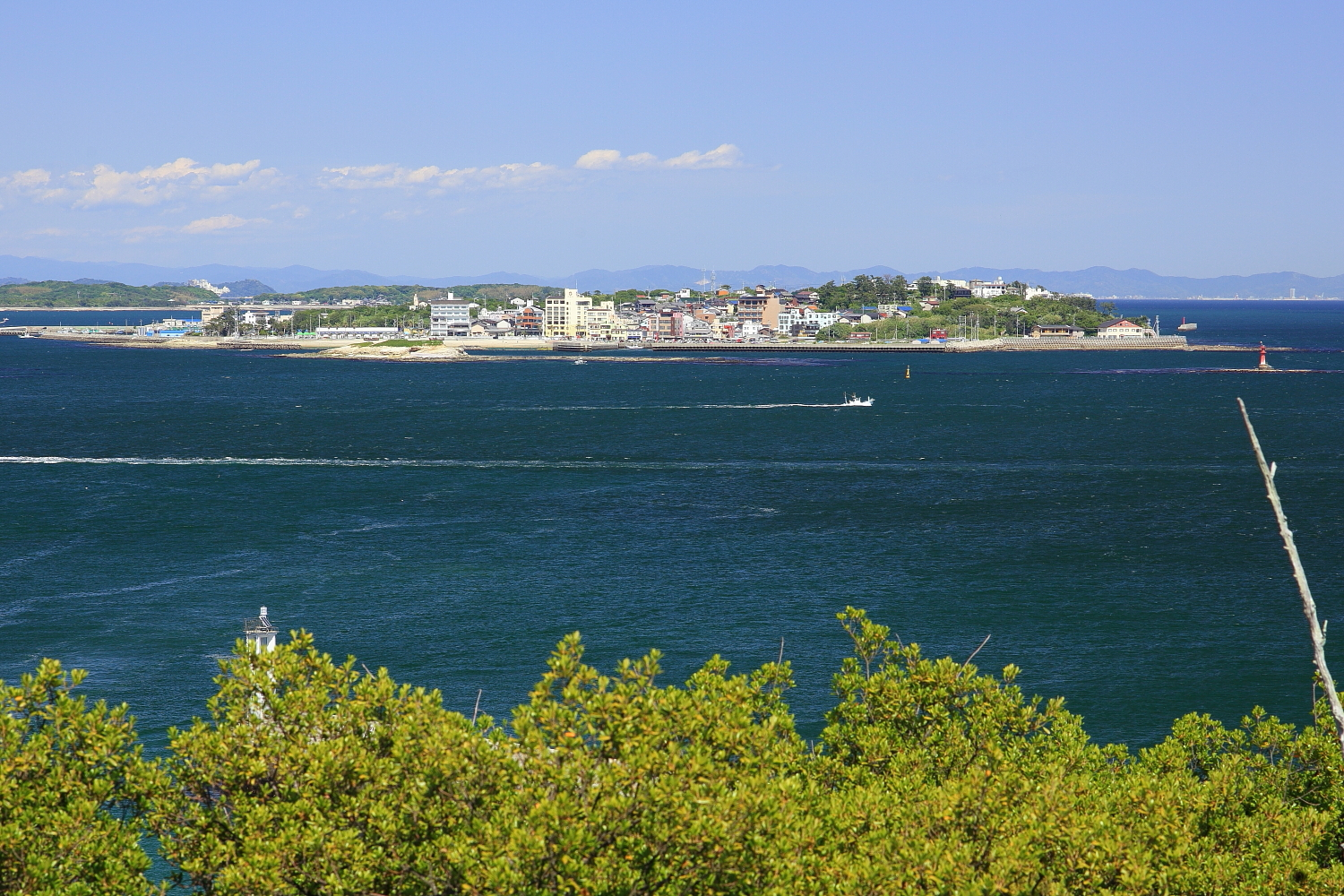
知多半島の先端の羽豆岬。
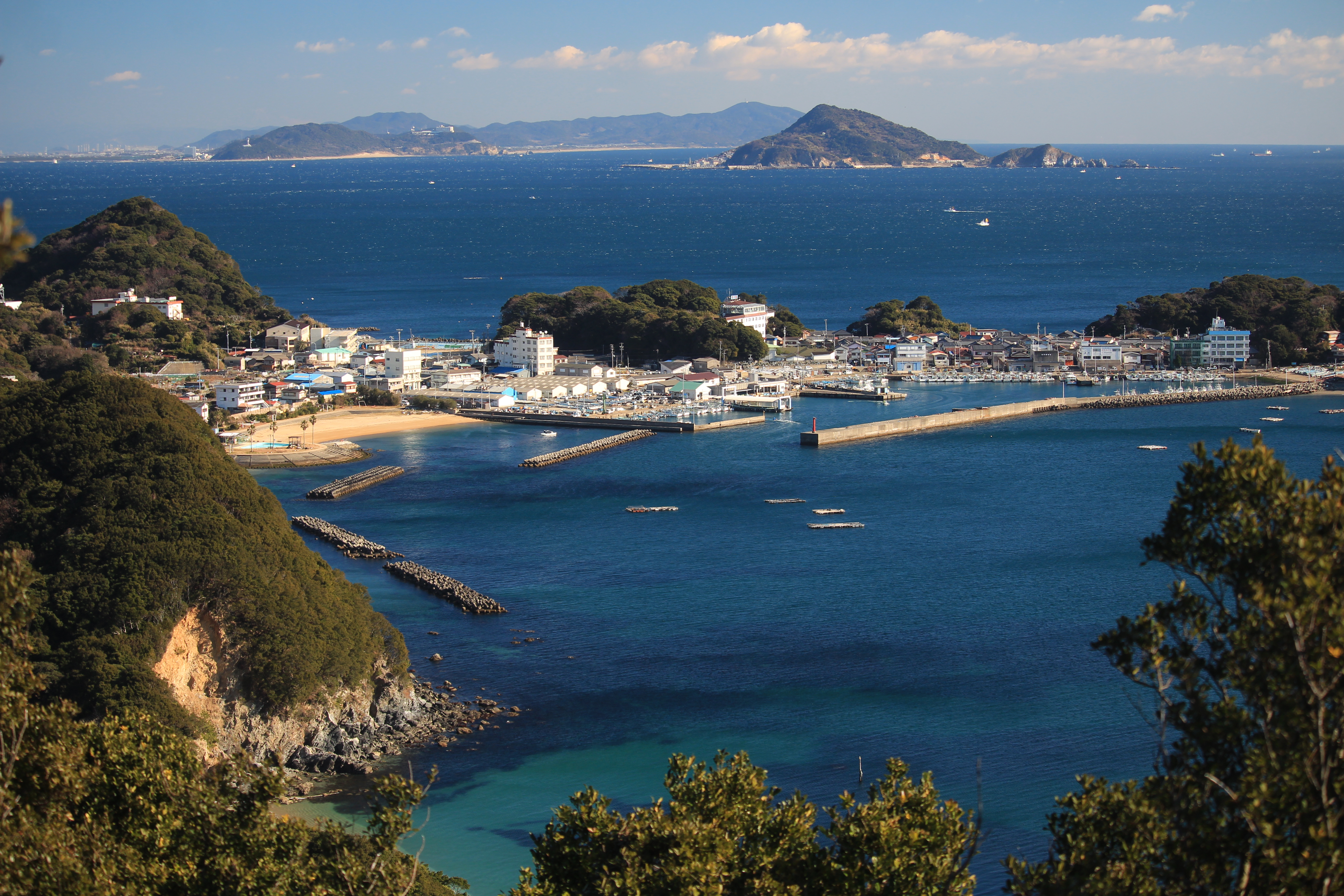
答志島から見た神島と鳥羽市と渥美半島。

### 範囲

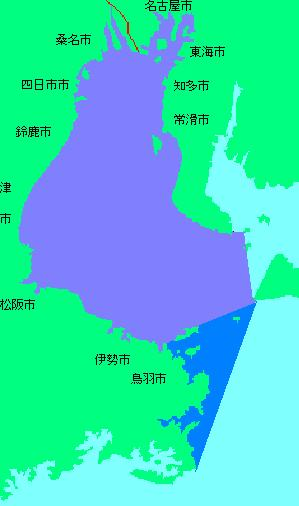
狭義の伊勢湾（紫）と、三河湾を含まない場合の広義の伊勢湾（青）。

一般的には伊良湖岬、神島、答志島、志摩半島の鳥羽市西崎までを結ぶ線より北の海域を指すが、定義が一定しているわけではない。伊勢湾と太平洋の境界については法令等でも定義が異なる。
海上交通安全法施行令
海上交通安全法施行令は法適用海域の範囲として「大山三角点から石鏡灯台まで引いた線」としている（ただし、同法では伊勢湾には「湾口に接する海域及び三河湾のうち伊勢湾に接する海域を含む」としている）。
環境基準に係る水域及び地域の指定の事務に関する政令
環境基本法に基づき制定された環境基準に係る水域及び地域の指定の事務に関する政令では、伊勢湾は「羽豆岬から篠島北端まで引いた線、同島南端から伊良湖岬まで引いた線、同地点から大王埼まで引いた線及び陸岸により囲まれた海域」とされている。
海岸保全区域等に係る海岸の保全に関する基本的な方針
海岸法及び海岸法施行令に基づき策定された海岸保全区域等に係る海岸の保全に関する基本的な方針では、三河湾・伊勢湾の沿岸は「伊良湖岬を起点とし神前岬を終点とする」と定められている。ただし、この範囲は海岸線を区分するためのもので、伊良湖岬と神前岬の直線上には答志島なども位置するが、これらの島々は海岸保全計画上は熊野灘に区分されている。
漁業調整規則
漁業法及び水産資源保護法に基づき定められた愛知県漁業調整規則では伊勢湾を「三重県鳥羽市小浜町西埼、桃取町島ケ埼、答志町長刀鼻、神島町ゴリ鼻及び神島町オーカ鼻並びに田原市伊良湖町古山頂上を順次結んだ直線と陸岸とによって囲まれた海域から三河湾を除いた海域」と定義している。同様に三重県漁業調整規則でも伊勢湾は定義されているが、上の愛知県漁業調整規則の定義から「から三河湾を除いた海域」の文言を抜いた定義となっている。

## 水質
伊勢湾は奥行に比して湾口の狭い閉鎖性水域であり、周囲を取り巻く陸地から生活排水や工業排水や河川水などの流入がある。さらに海底が盆状となっている影響で、フィリピン海との海水交換が少なく、水質が悪化しやすい。そこで1980年に化学的酸素要求量の総量削減が開始され、1995年には窒素・リンが環境基準化されて2002年から総量削減が実施された。これは透明度の高い「澄んだ海」を目指したものであったが、結果、2010年代半ばから窒素・リン濃度は2025年現在の環境基準値を満たすほど低下したものの、反面として栄養塩類が減少する「貧栄養化」が起こって「豊かな海」は失われ、愛知県等の海苔・アサリ・イカナゴの漁獲量は激減していった。水浴用と水産用の利水目的が重なる場合は、より厳しい水浴用の環境基準値が適用された結果と考えられる。2025年3月、愛知県の設置した「栄養塩管理検討会議」は現在の環境基準値は漁業生産に必要な値より低いとの報告を出し、見直しを提言している。

### 主な流入河川
一級河川
- 庄内川
- 木曽三川
  - 木曽川 揖斐川 長良川
- 鈴鹿川
- 雲出川
- 櫛田川
- 宮川

### 貧酸素水塊の発生
伊勢湾の水質については、特に夏場における貧酸素水塊の形成が問題視されている。
貧酸素水塊や赤潮を解消する対策として、有機汚泥からの栄養塩の流出の抑制や、夏季に海水の流動性を向上させる事が必要と考えられている。

## 生物相

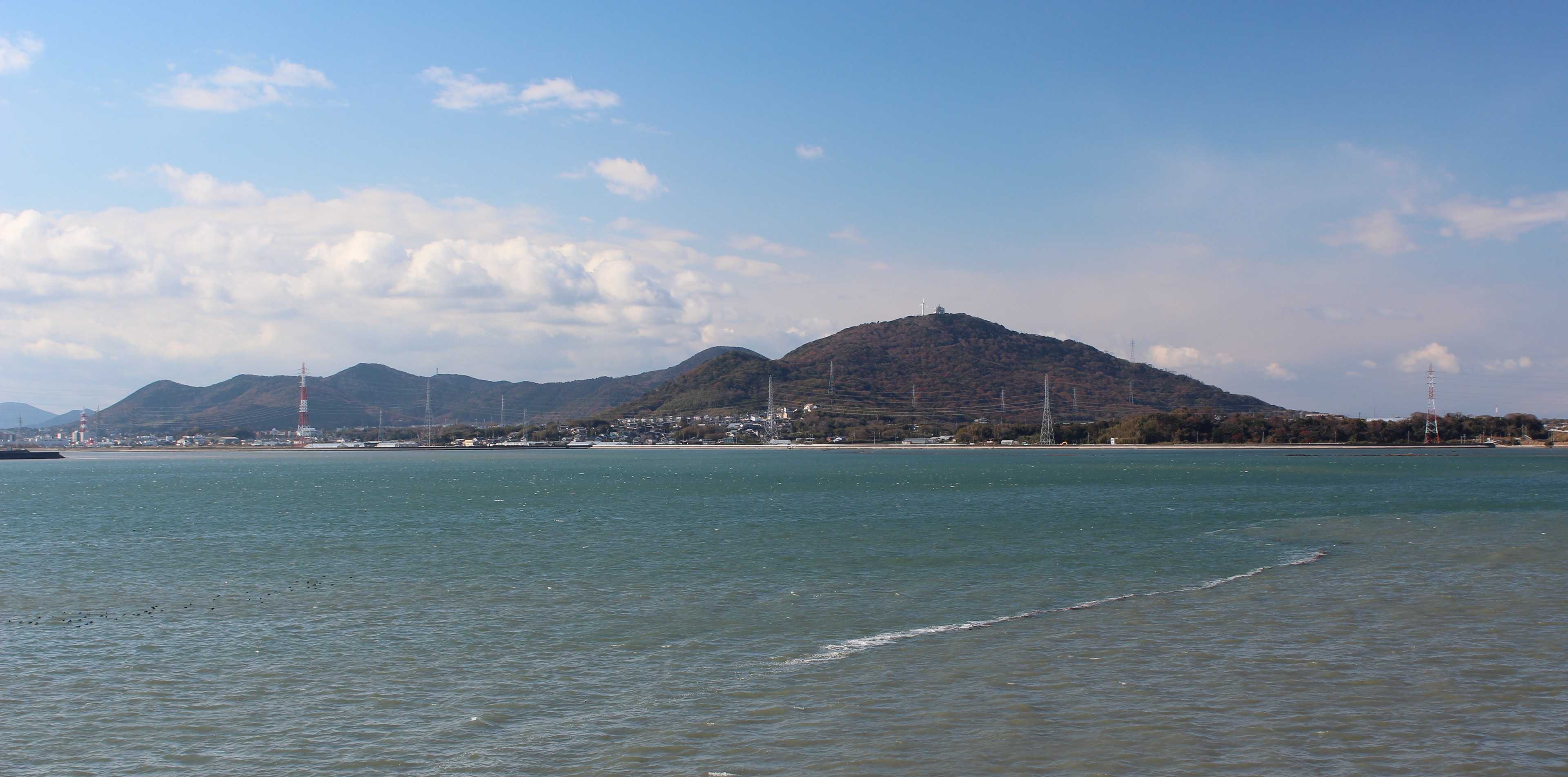
汐川干潟

伊勢・三河湾は日本列島でも最大の内湾であり、生物にとって多様な生息条件が揃い、大規模な干潟を有する浅海であり、「愛知県」の県名の由来にもなった年魚市潟も有していたなど、かつては非常に豊かな生物相が見られた海域であった。現在でも、伊勢志摩国立公園・三河湾国定公園・伊勢の海県立自然公園・渥美半島県立自然公園・南知多県立自然公園・藤前干潟など生物多様性にとって重要な地域を有する。
しかし、本来の自然環境からは人為的な要因によって大きく変貌し、湾内や周辺の海洋生態系も被害を被った。

### 魚類・貝類
赤潮や貧酸素水塊や、生息環境の悪化によってに多大な影響を受けているとは言え、現在も湾内で刺し網などの漁業が営める程度には魚類や貝類の棲息が見られる。
イカナゴ、イワシ、アナゴ、シジミ、ハマグリ、バカガイなどの漁業が盛んであり、とくにシラス、トラフグ、ガザミ、シャコ、アサリなどに関しては、水揚げ量は全国でも有数とされている。
なお、波切（大王崎）は国内でも有数のウバザメの生息地だったが、現在は絶滅危惧種であり、近年はほぼ記録がない。

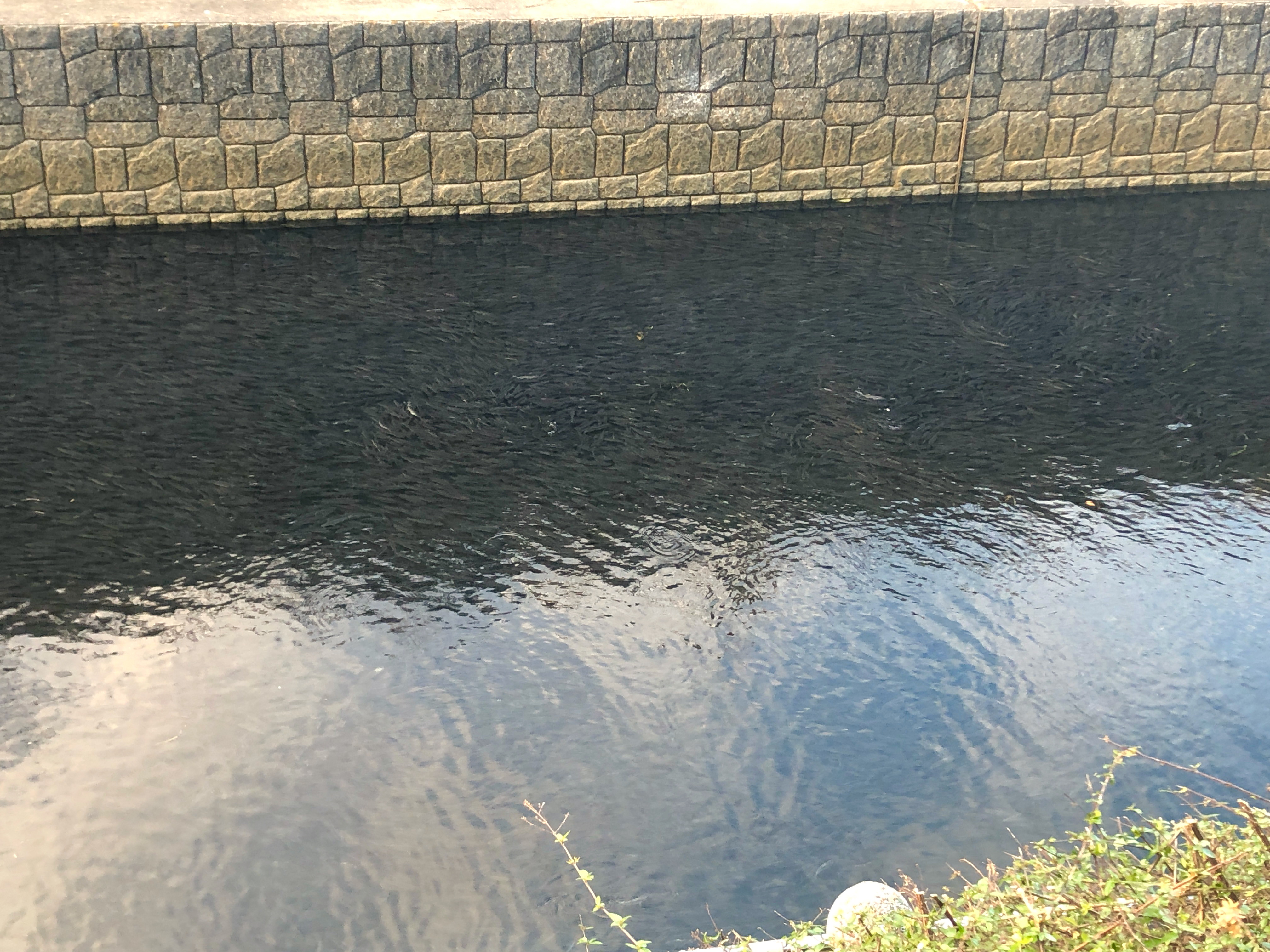
堀川（黒川）に出現したボラの大群。
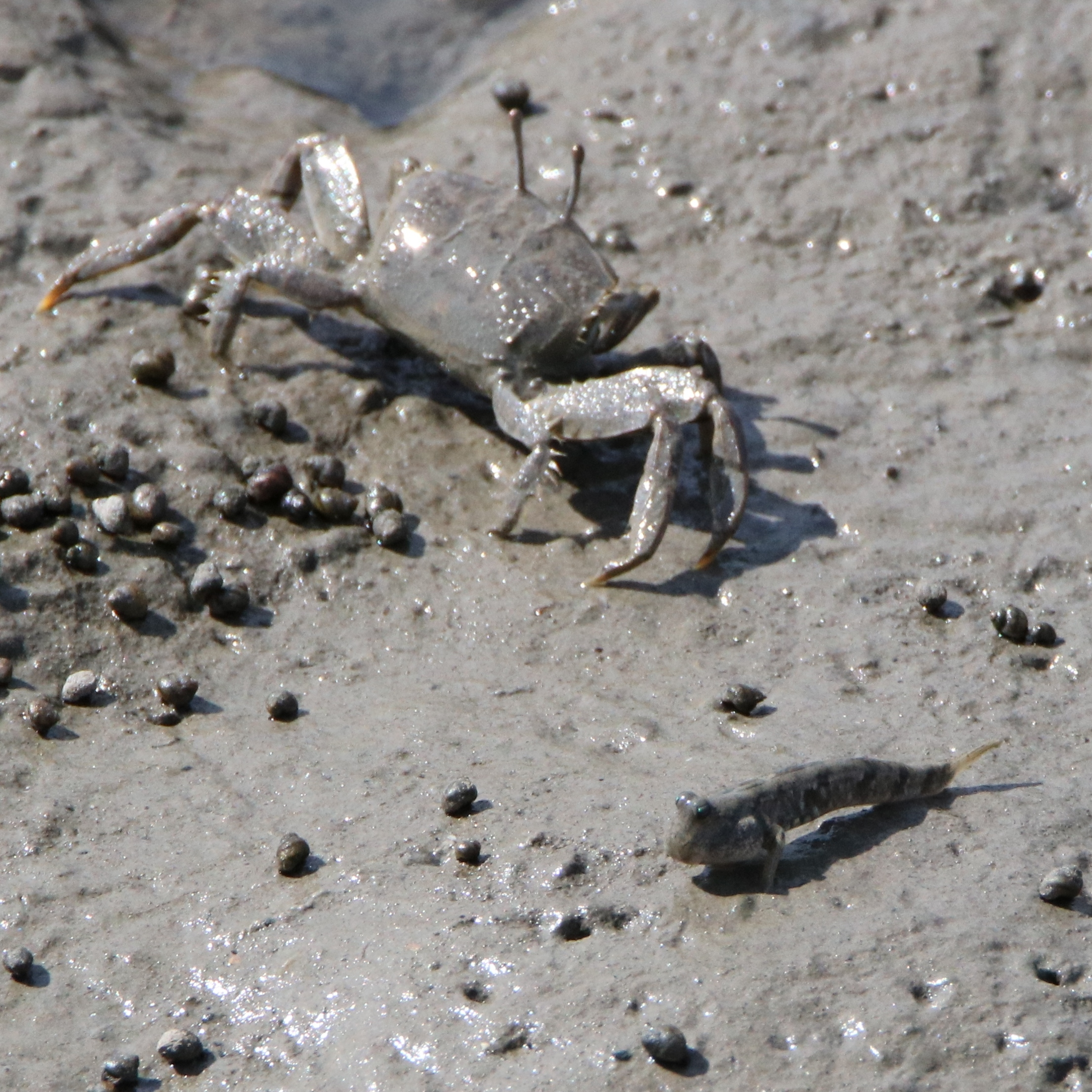
庄内川河口（藤前干潟）のトビハゼとカニ。
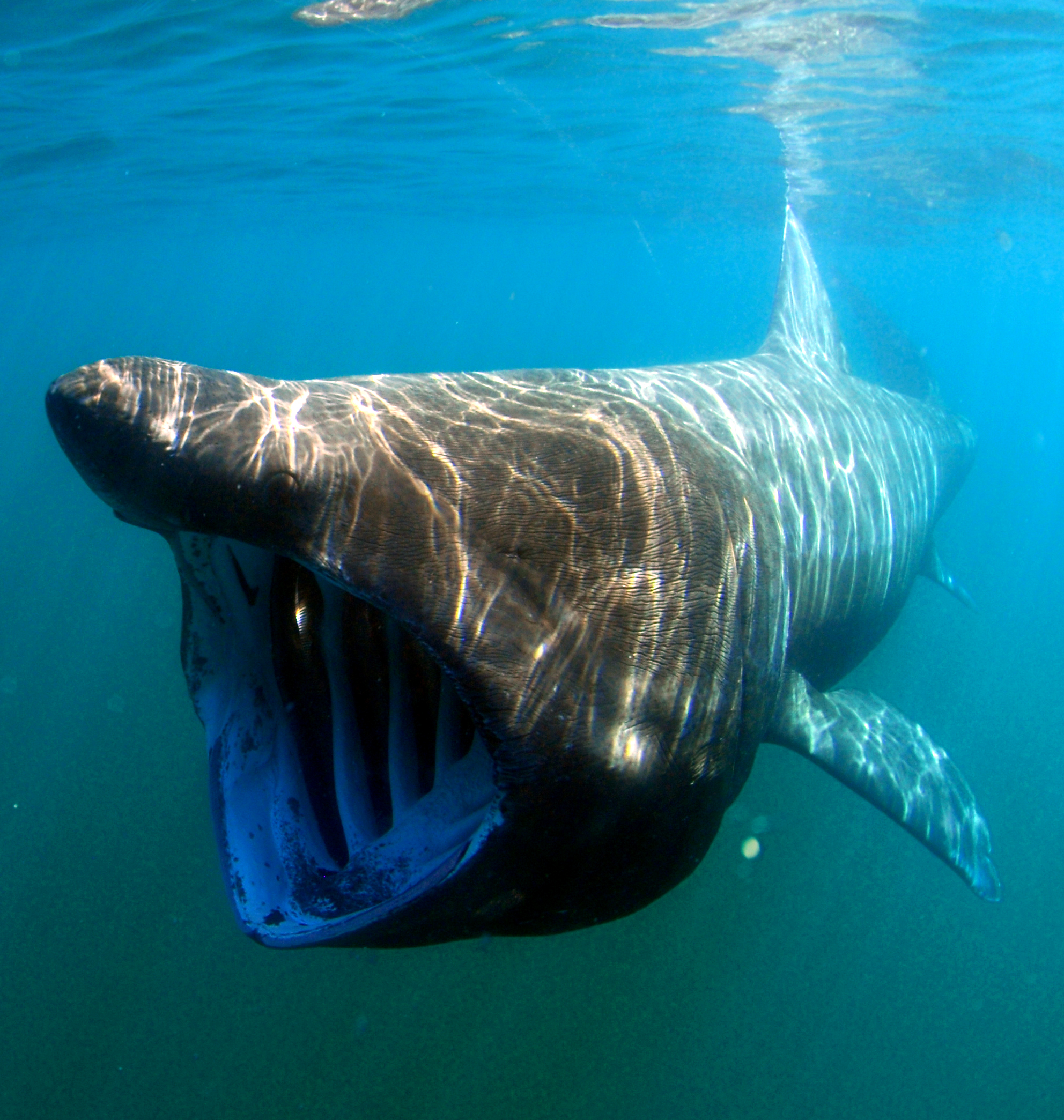
かつては波切（大王崎）で見られたウバザメ（絶滅危惧種）。

### 哺乳類

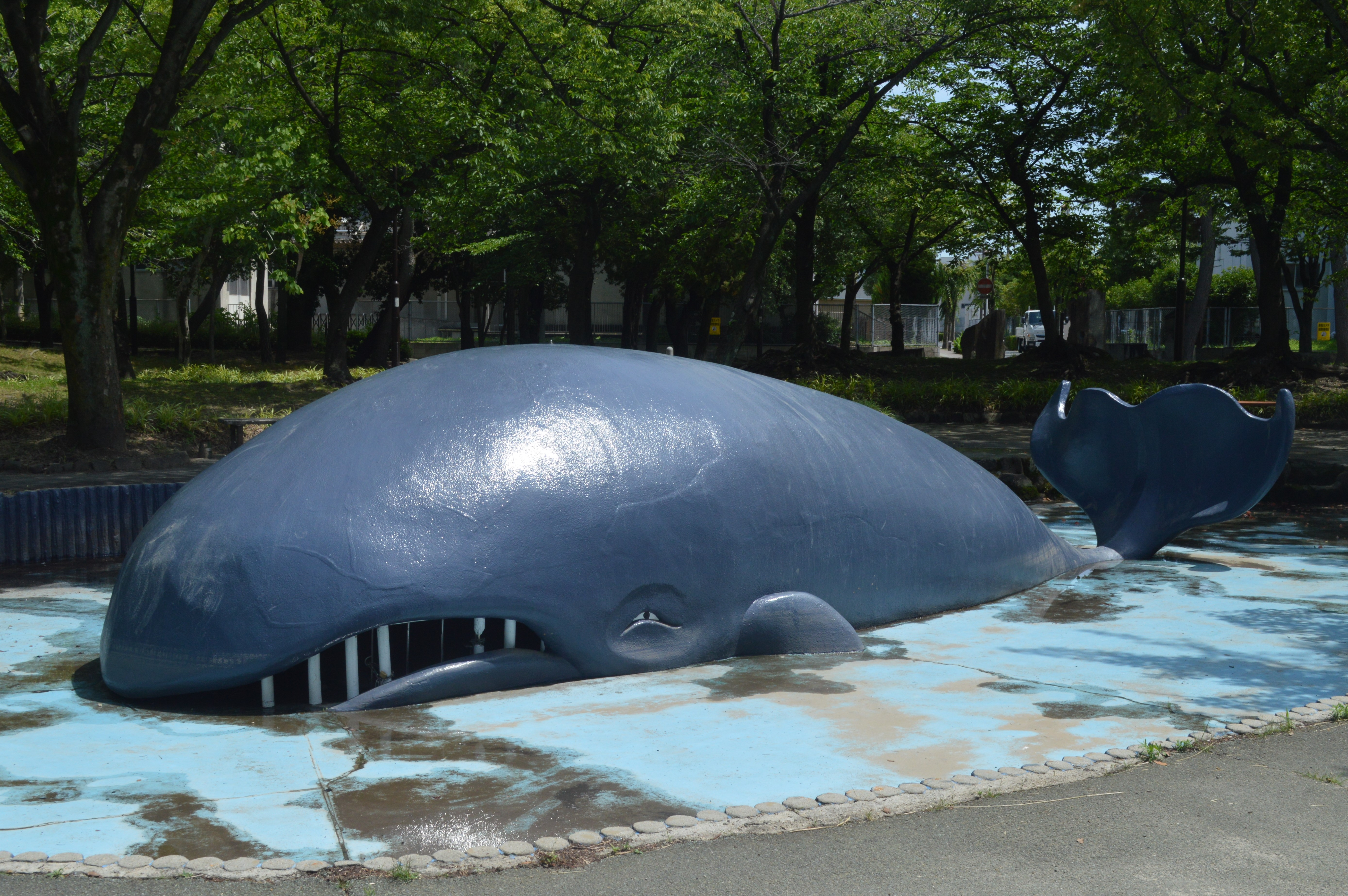
道徳公園のクジラ像は、かつては鯨類が年魚市潟にも姿を見せていたことを伝えるために建設された可能性がある。

伊良湖岬や篠島などにはかつてニホンアシカ（絶滅種）の生息地が存在し、ニホンカワウソ（絶滅種）の分布もあった。
伊勢湾および三河湾はスナメリの生息地であり、時には藤前干潟周辺にも居つく事例が見られた。その他、2006年からハセイルカの群れが定着し始め、世界でも最も高緯度に居つく個体群の一つとして知られている。伊勢湾フェリーでも目撃情報を収集している。
伊勢・尾張の両国は日本列島において商業捕鯨が発祥した地であり、知多半島の師崎や篠島などが捕鯨基地として知られた。このため、かつての伊勢・三河湾には沿岸性が強いヒゲクジラ類が周期的に回遊していたと思われ、現在でもまれにだがザトウクジラやミンククジラなどが姿を現す場合がある。また、絶滅危惧種のコククジラが滞在した記録も複数ある。
そのほか、一時的な湾内への出現や迷入などもふくめれば、マッコウクジラ、シャチ、オキゴンドウ、ハナゴンドウ、ハンドウイルカなどのハクジラ類も近年における湾内での記録がある。また、 南知多町で発掘された「知多クジラ」はミオフィセター属の新種に認定されており、学名の「Miophyseter chitaensis」も知多郡に因んでいる。
なお、海獣（海棲哺乳類）は肺呼吸を行っているため、単なる貧酸素水塊であれば、直接の窒息死の原因にはならない。

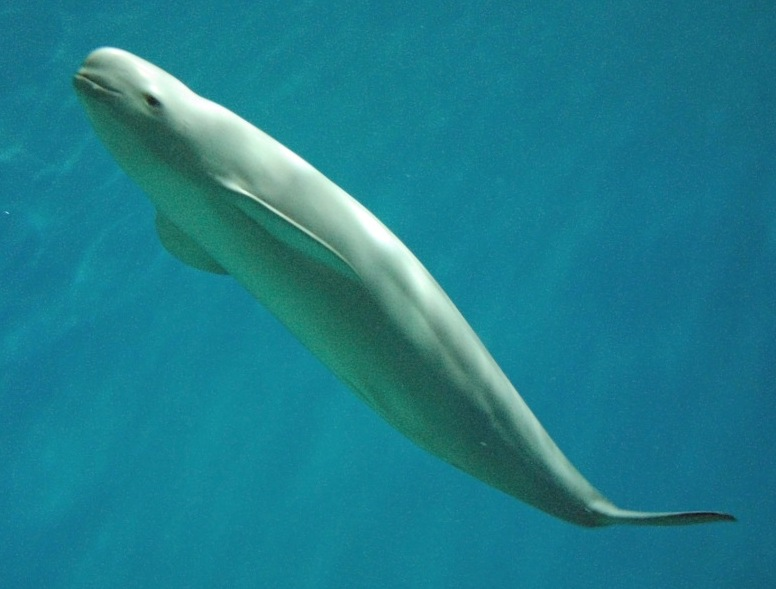
スナメリ
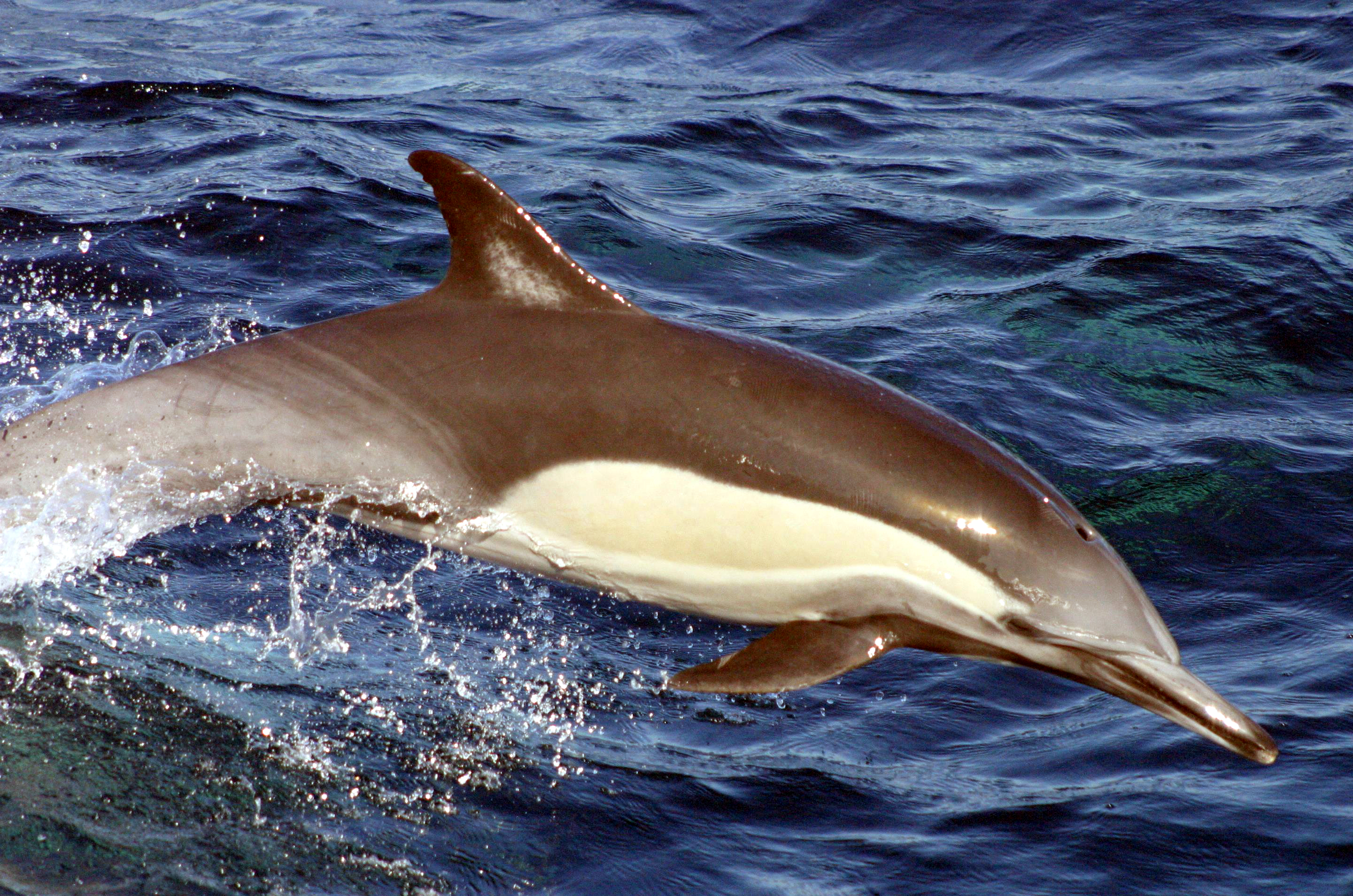
ハセイルカ
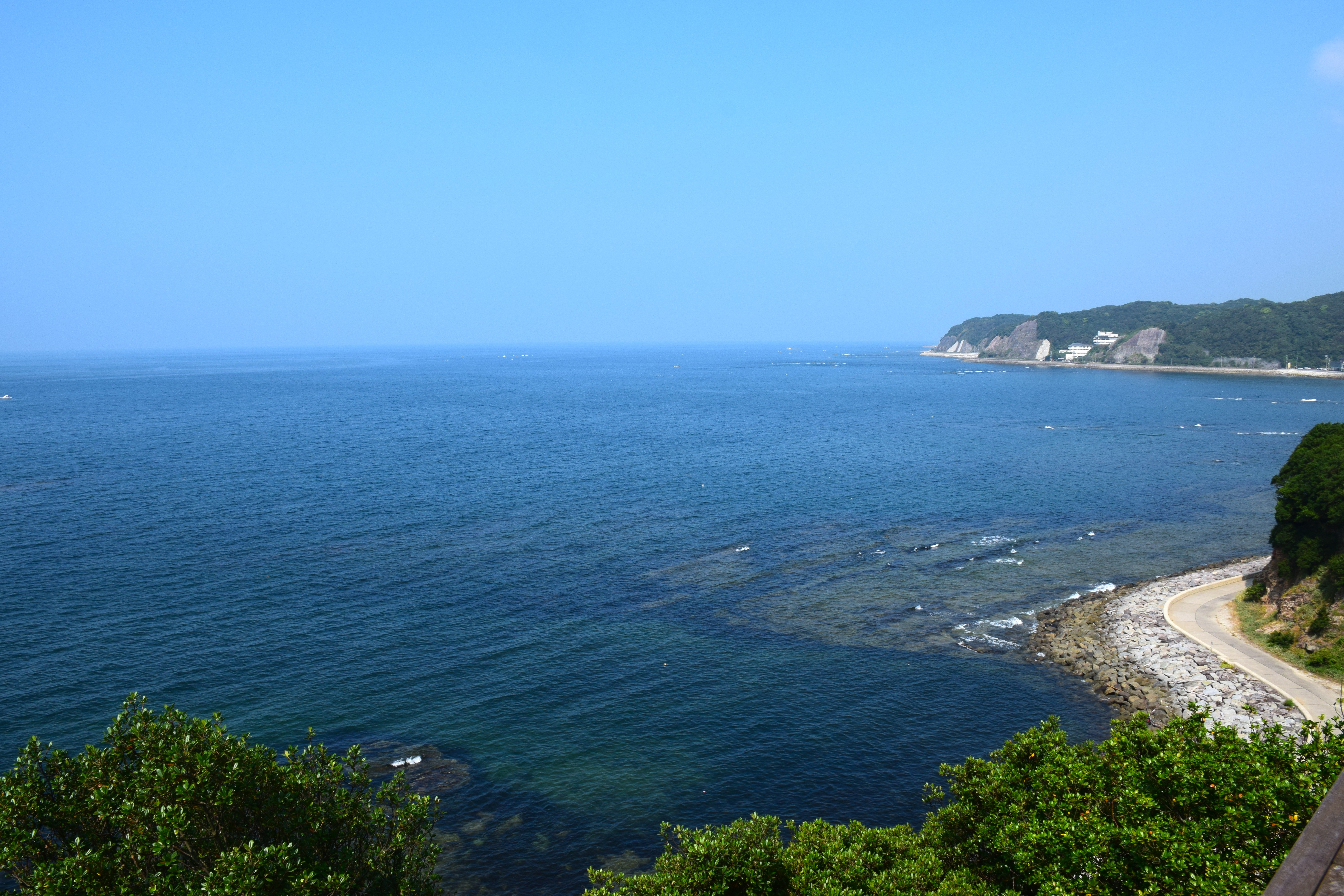
日本列島における商業捕鯨の発祥地の一つとされる知多半島の師崎の風景（羽豆岬）。
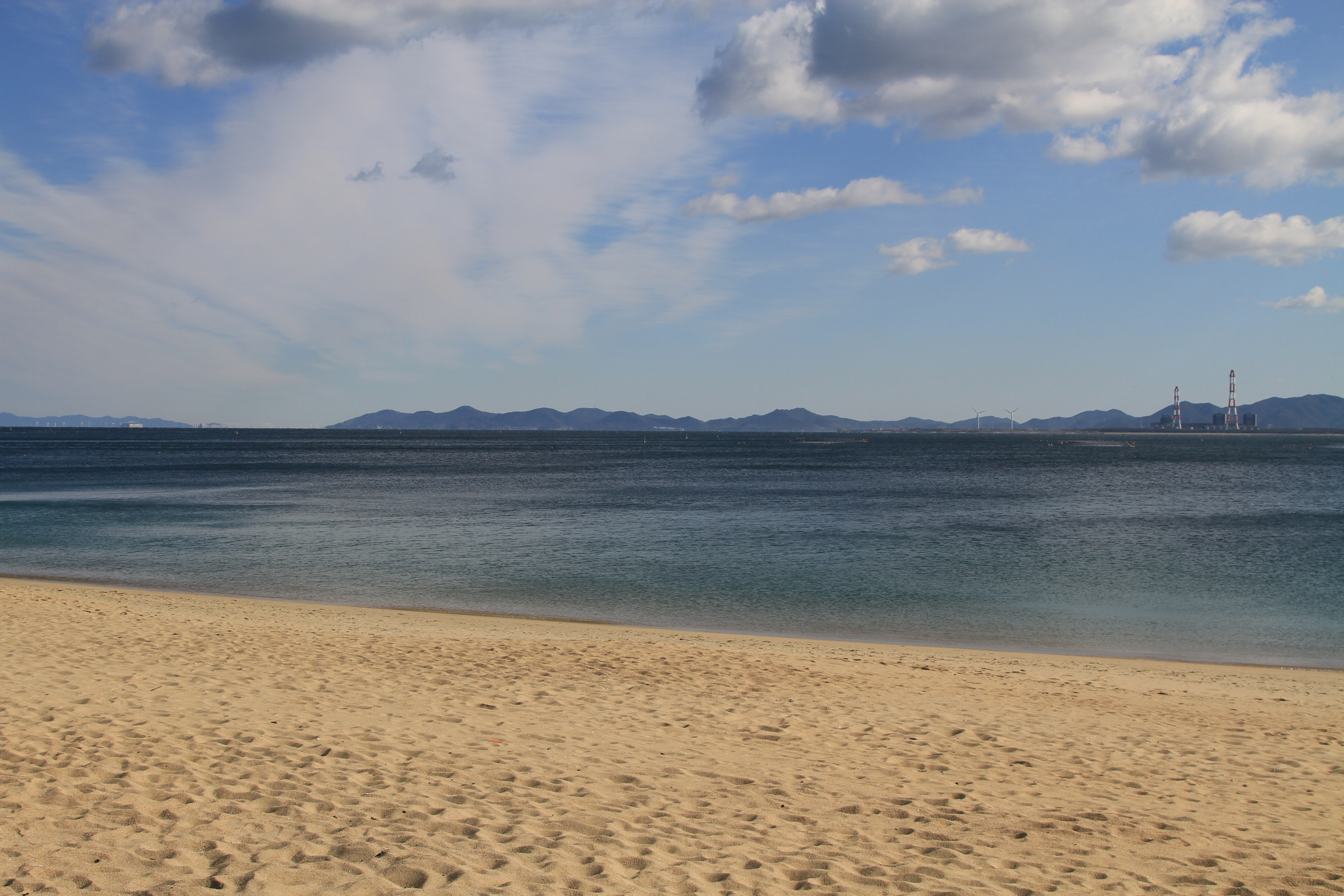
捕鯨が行われ、ニホンアシカやニホンカワウソも生息していた篠島。

### 爬虫類
アカウミガメの生息が知られ、日出・堀切海岸、赤羽根海岸、豊橋海岸、井田海岸、広ノ浜、日和浜、黒ノ浜、表浜海岸などに産卵場所が存在する。ウミガメの保護のため、伊勢志摩国立公園と三河湾国定公園では、一定の期間は特定の砂浜への自動車やバイク等の乗り入れを規制している。

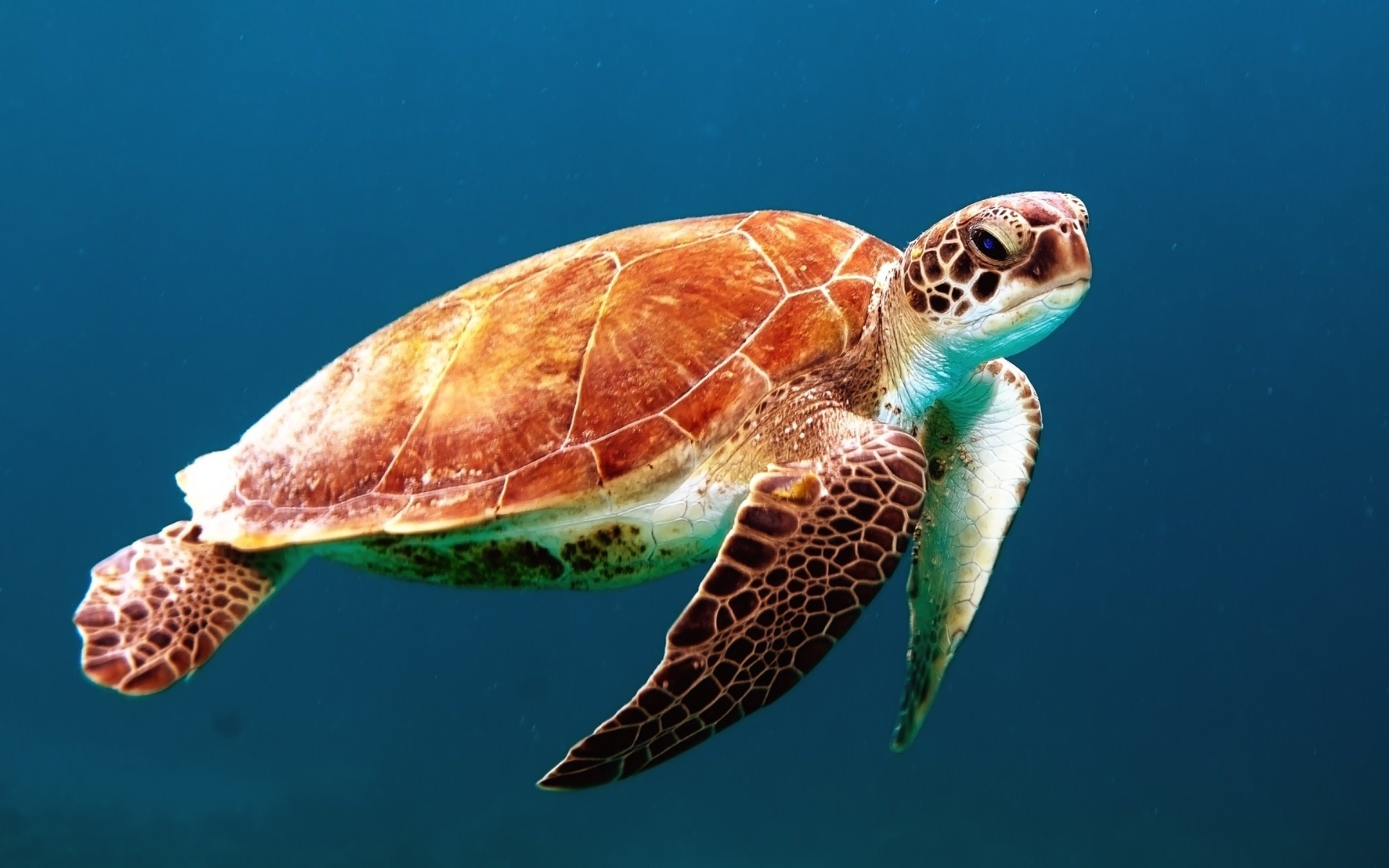
アカウミガメ（絶滅危惧種）

### 鳥類
伊勢湾周辺は約420種の野鳥の生息地として知られる。湾奥の庄内川、新川、日光川の河口部に位置する藤前干潟は、日本列島で最大の渡り鳥の飛来地として知られる。沿岸には、とくにシギやチドリなどの重要な生息地が点在している。しかし、干潟などの生息環境の大幅な減少によって、鳥類も深刻な影響を受けている。
また、アホウドリなどの絶滅危惧種もかつては見られたとされ、近年でも記録がある。トモエガモやコクガンなどの絶滅危惧種は現在でも一帯に来遊する。

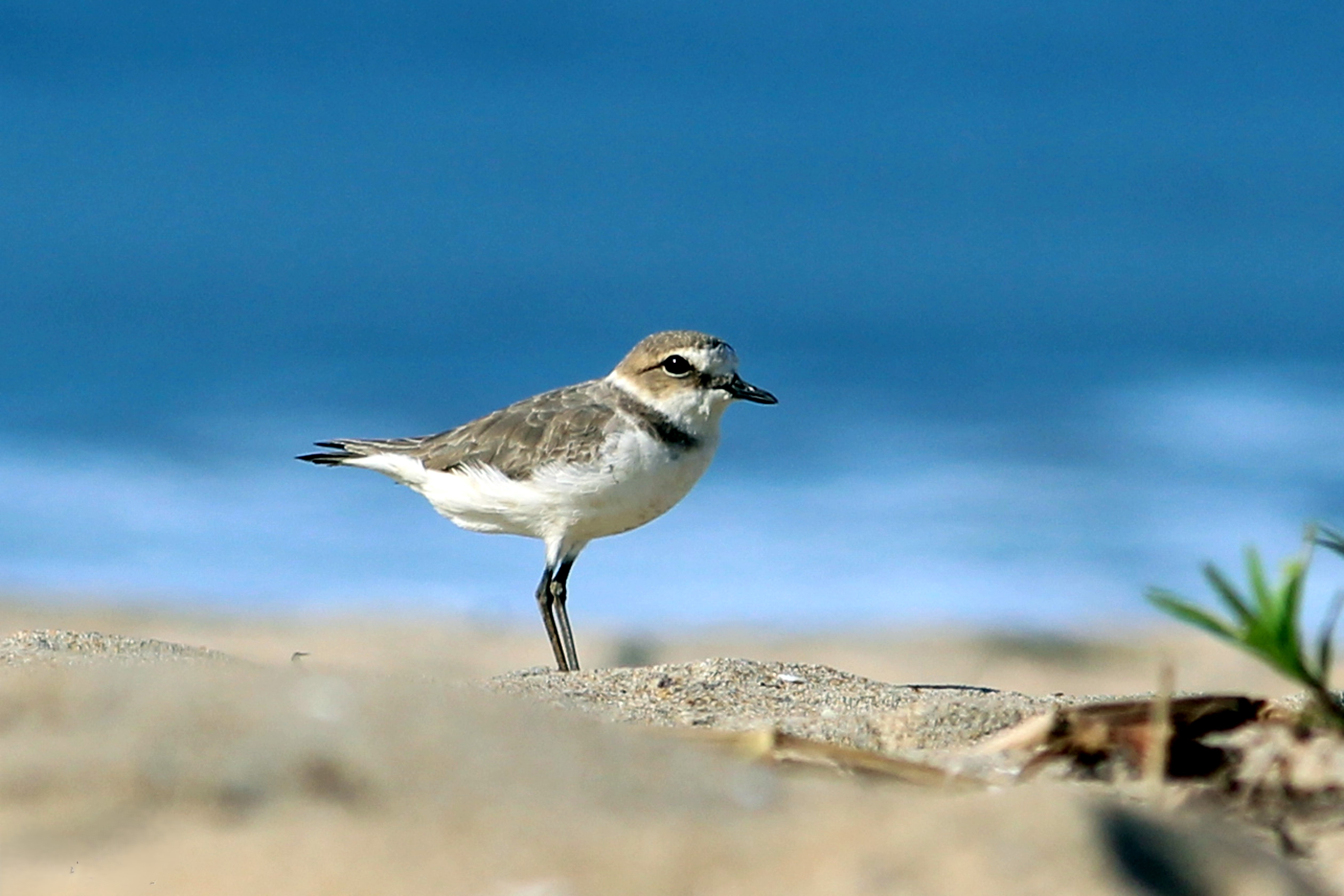
シロチドリ（三重県の県鳥）[30]。
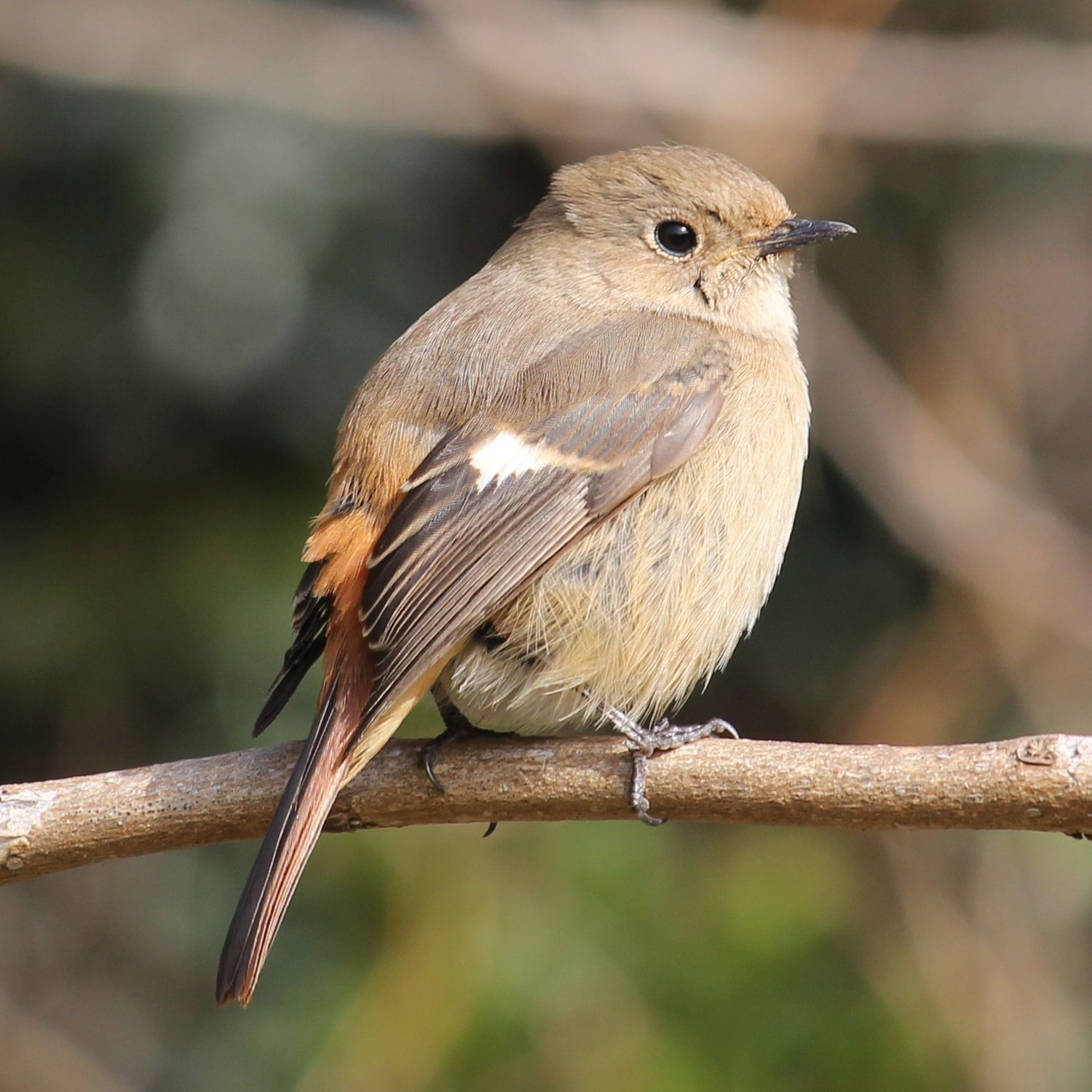
神島のジョウビタキ。
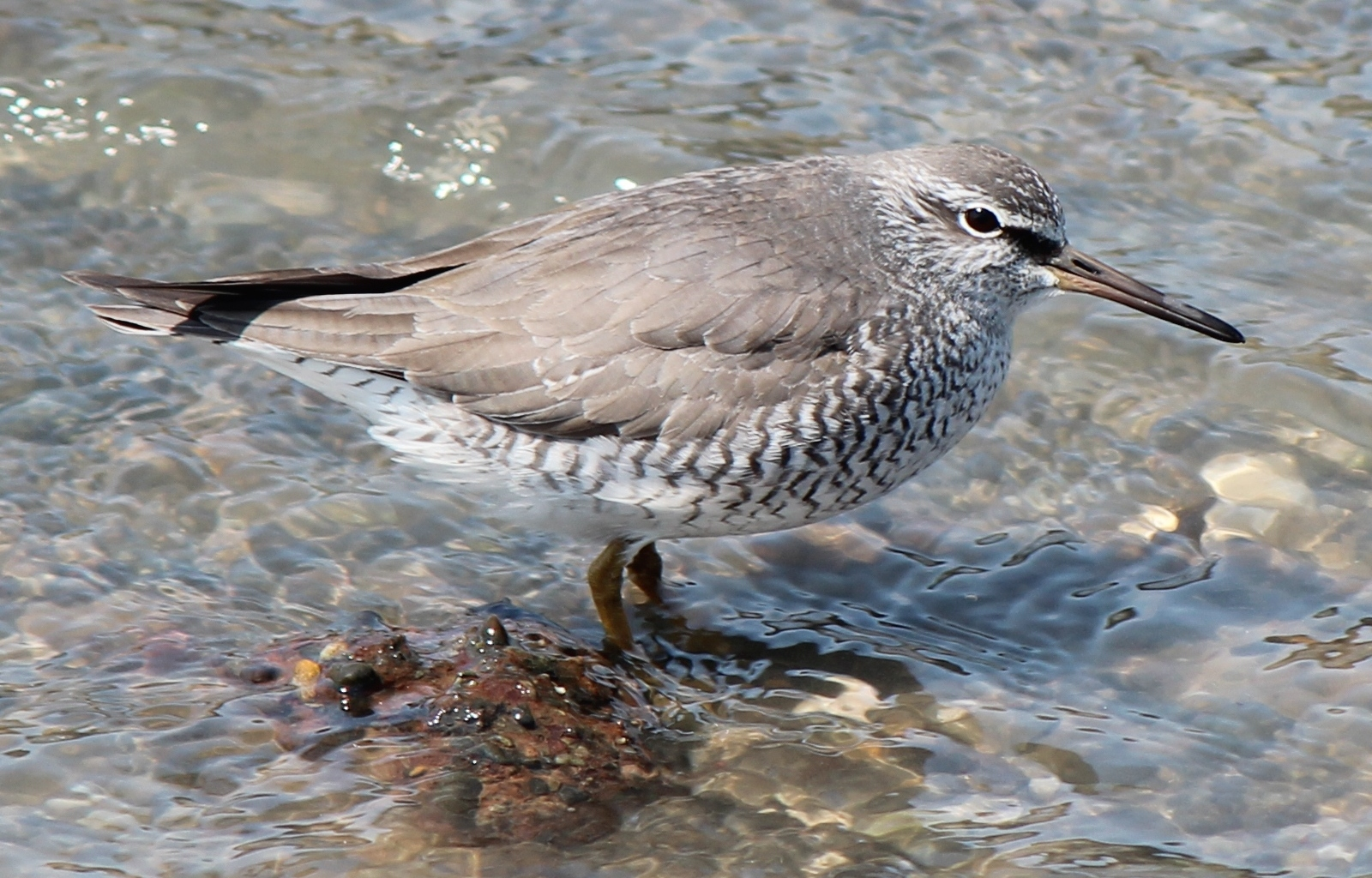
汐川干潟のキアシシギ。
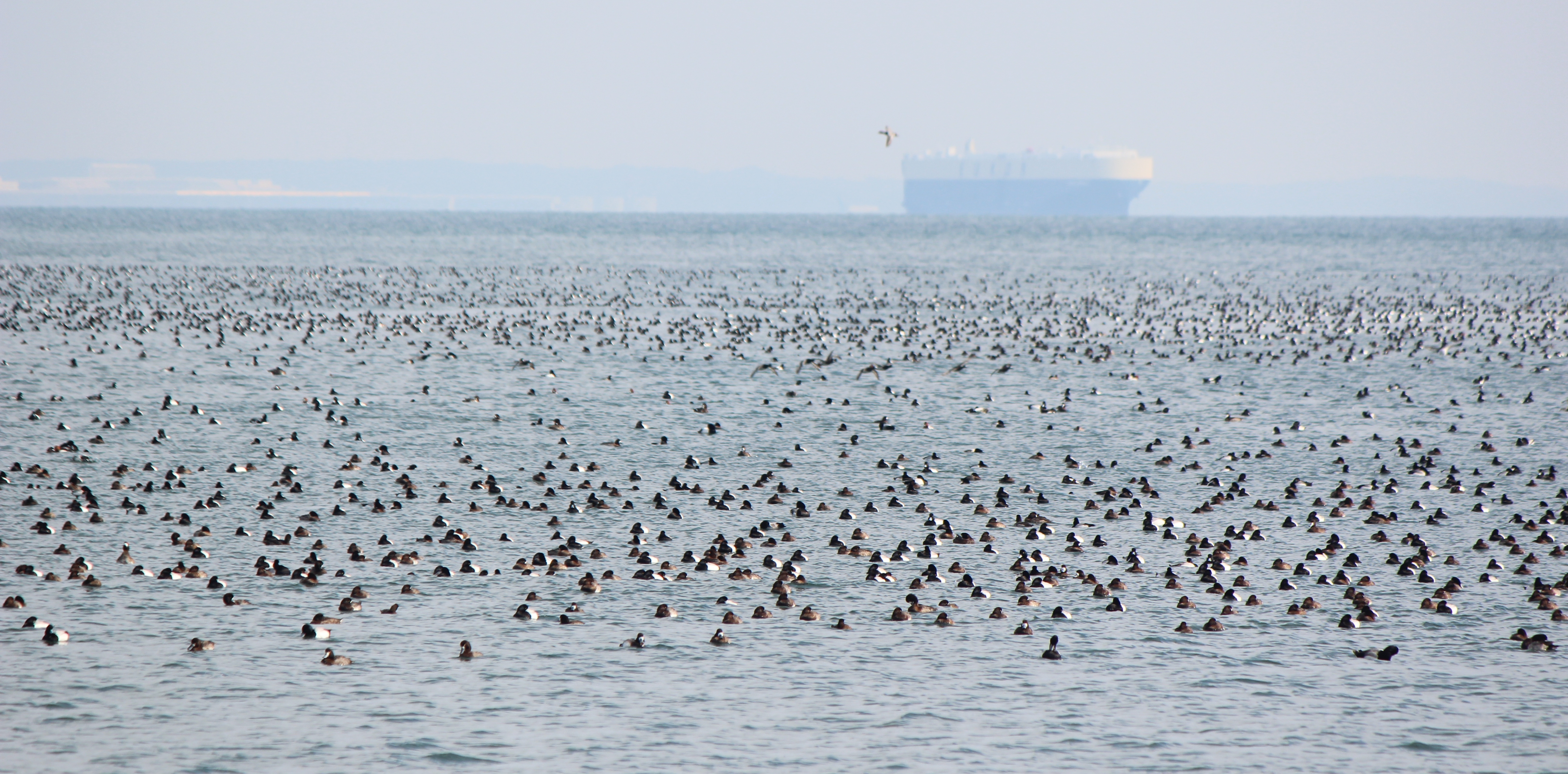
伊勢湾に渡ってきたスズガモ。

### 海藻
伊勢湾に限った話ではないものの、湾内には様々な海藻が生育している。漁業としてクロノリとアオノリを中心としたノリ類の養殖が行われている。また、中部国際空港の岸壁に生育するアカモクが話題になった事もあった。
しかし、アマモの藻場の減少は著しく、同様に藻場の恩恵を受ける多様な生物にとっての生息環境も悪化した。

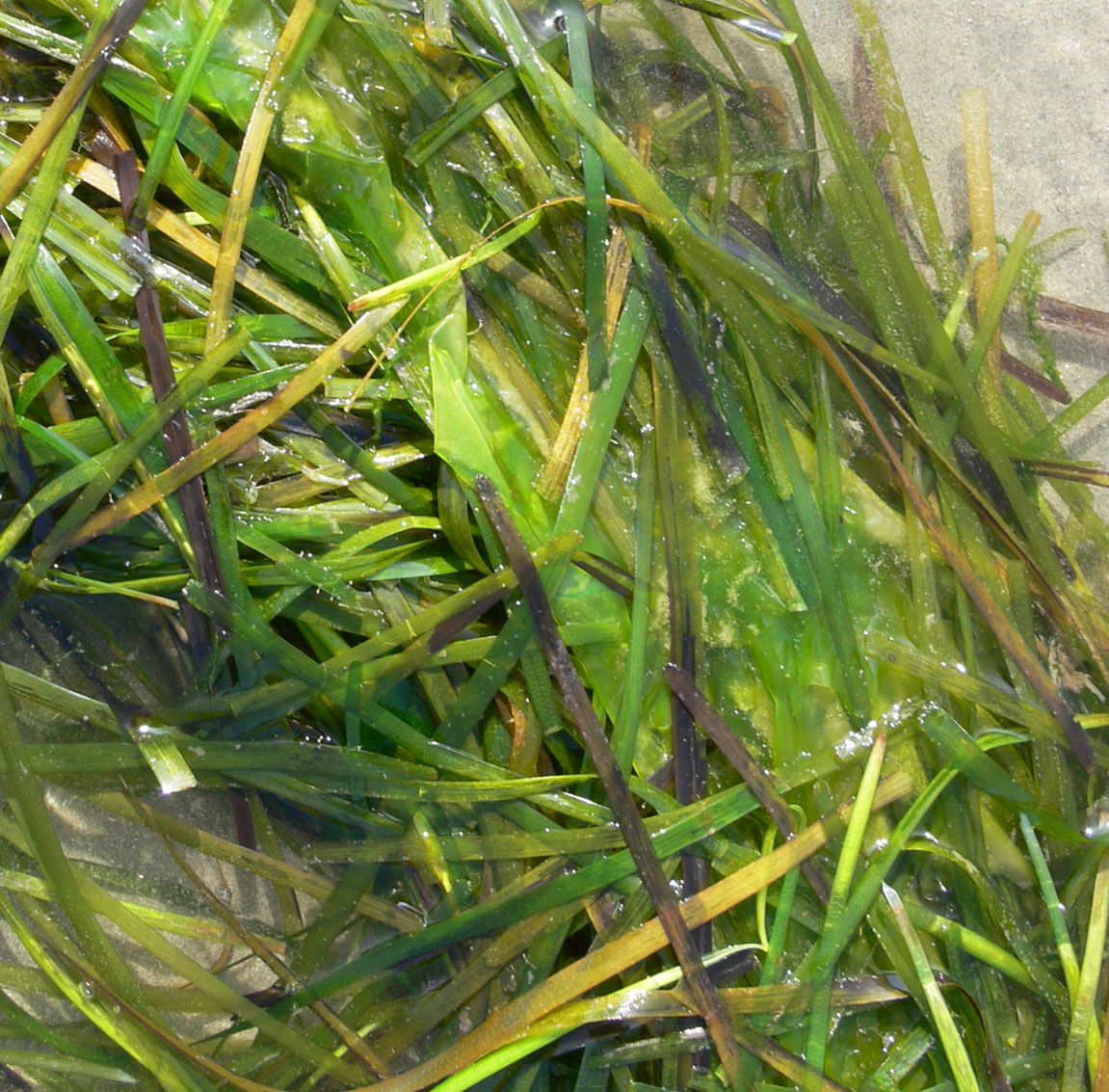
アマモ
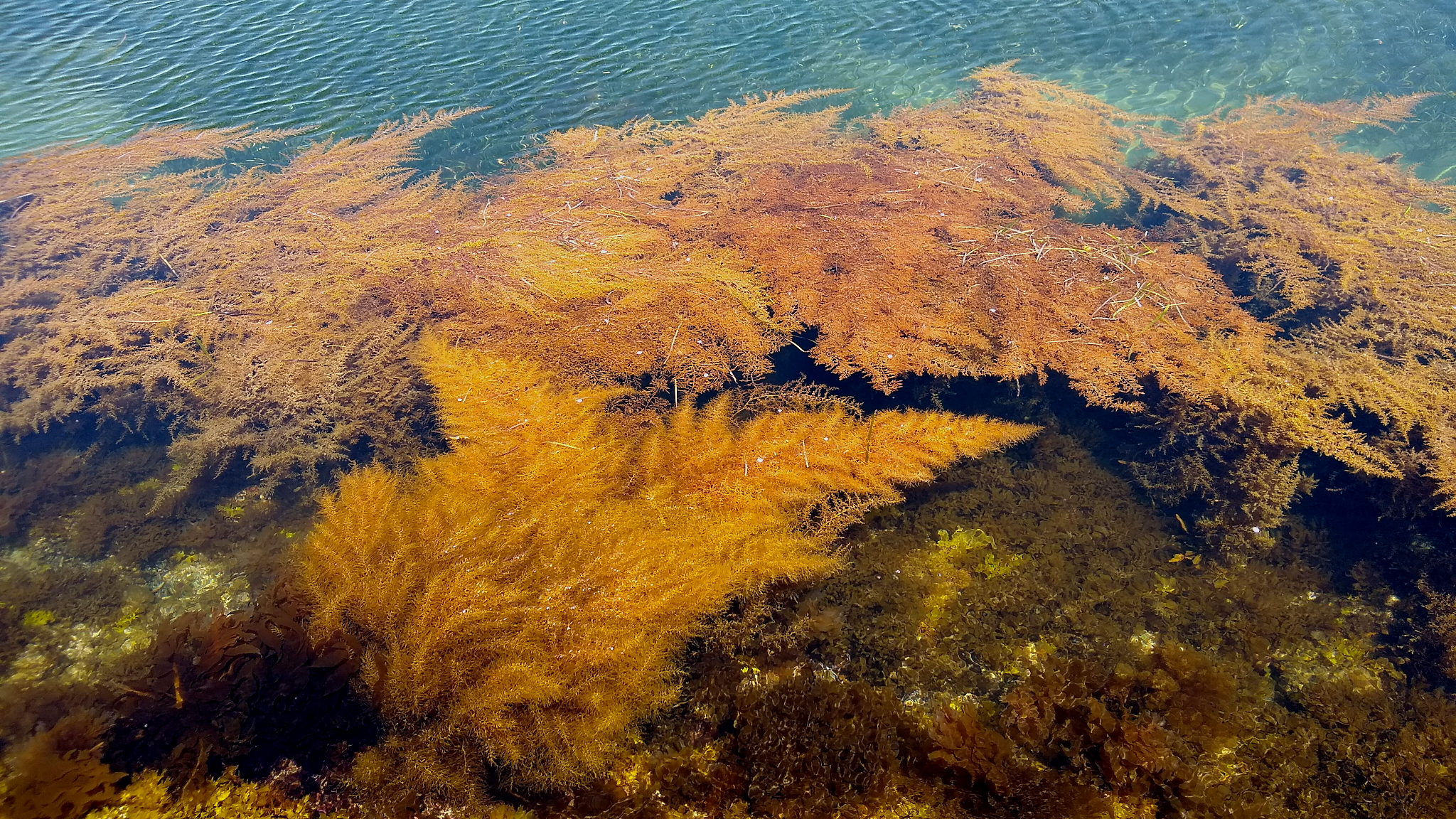
アカモク

## 産業

### 観光業

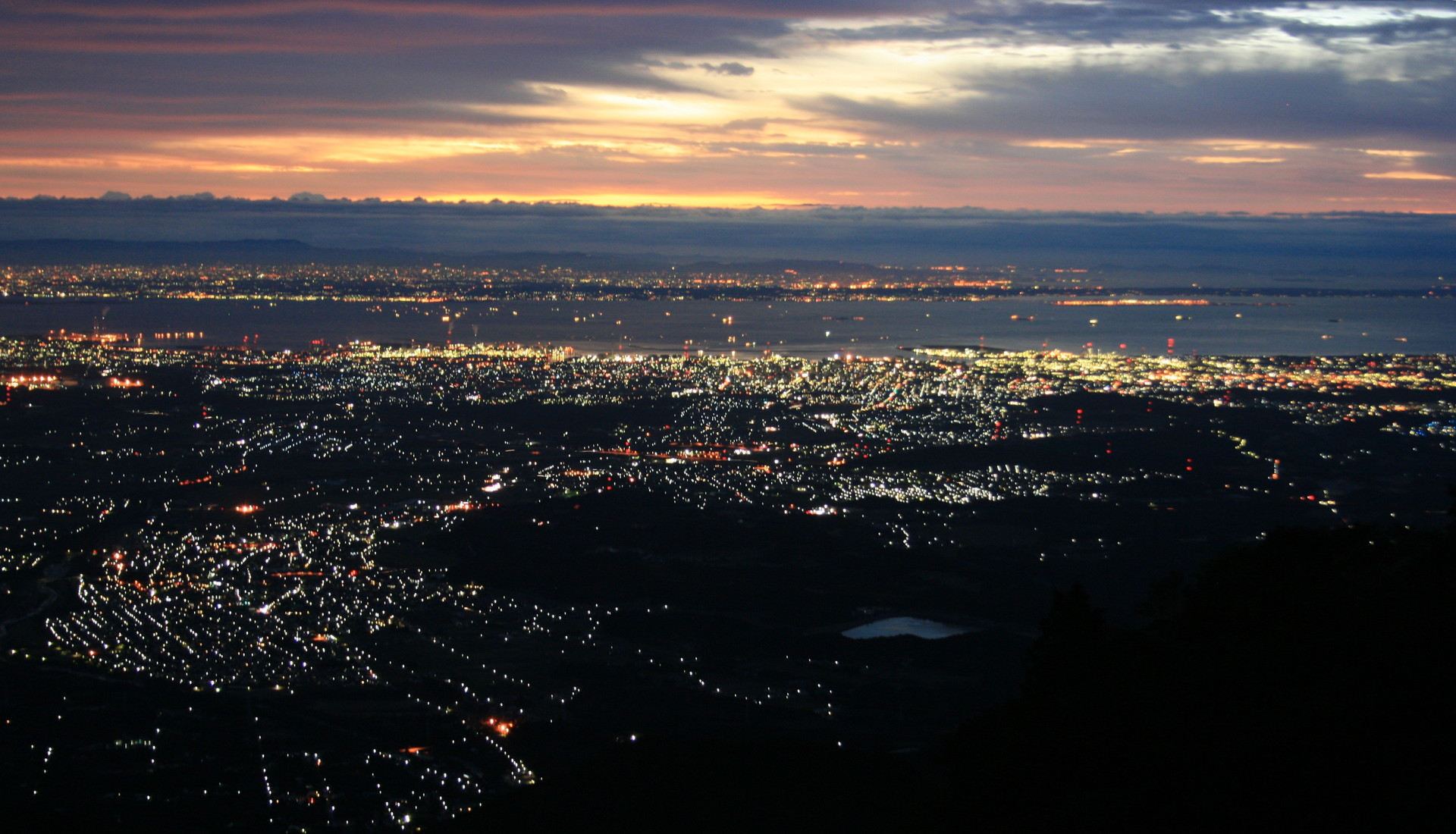
御在所岳から望む伊勢湾。中部国際空港の人工島が、知多半島の沿岸近くにある。名古屋港と四日市港があり、多くの大型船舶などが行き交う。

風光明媚な自然の景観から、神社等の伝統的な建造物、灯台等の近代的な建造物、アトラクション（遊園地）、工業地帯の景観などに至るまで、観光面では愛知県、三重県共に豊かな資源がある。
- 夫婦岩（三重県伊勢市）
- 鳥羽
- 野間大坊
- 伊勢湾フェリー
- 内海海岸
- 長島温泉・ナガシマスパーランド
- 伊勢神宮
- 鳥羽水族館
- 志摩スペイン村
- 大王崎灯台
- 四日市コンビナート
- 名古屋港水族館
- レゴランド・ジャパン
- リニア・鉄道館
- 神島
- 南知多ビーチランド
- 伊良湖岬灯台
- 恋路ヶ浜（外海側にあり厳密な定義からは外れる）
- 七里の渡し遺構
  - 宮の渡し公園（愛知県名古屋市）
  - 七里の渡跡（三重県桑名市）

### 水産業

かつての伊勢湾におけるアワビ漁の様子（山口屋藤兵衛）

沿岸部には多数の漁港が存在し、天然、養殖に問わず海産物は豊富である。愛知県、三重県共通してエビ、タコ、イワシなどが獲られ、愛知県の知多半島周辺ではえびせんべいが名産品として売り出されている。愛知県田原市伊良湖周辺ではアサリ類が、三重県桑名市ではハマグリが、三重県鳥羽市、志摩市周辺ではイセエビ、カキ、タイなどが獲られ、各地域の代表的な名物となっている。

## 交通

### 水運
伊勢湾の沿岸には、中世に桑名（通称「十楽の津」）、大湊などの港町が商業、海運の中心地として栄えていた。これらの港町が、畿内から伊勢湾を経て、東海・関東地方を結ぶ交易ルートを形成していた。また、かつての街道であった東海道には、七里の渡しと呼ばれる海路も存在した。これは、宮宿（愛知県名古屋市熱田区）から桑名宿（三重県桑名市）までの伊勢湾北部を船で渡る経路であった。
明治前期には東京湾、大阪湾に次ぐ水運の中心地であった。
汽船航路としては1877年（明治10年）頃までに四日市 - 東京間の航路、1882年（明治15年）頃までに半田 - 東京間の航路が開設された。湾内では明治10年代から明治20年代にかけて熱田を中心とする湾内航路が開設された。

### 港湾
伊勢湾の沿岸には、大規模な貿易港が複数箇所整備されている。
- 名古屋港
- 四日市港
- 津松阪港
- 鳥羽港
- 伊良湖港

### 空港
2005年2月には愛知万博の開催に合わせて、伊勢湾内に人工島を築いて建設した中部国際空港が開港した。それ以来、中部地方の空の玄関口として多くの国際・国内線が運航されている。なお、旅客機に限らず、貨物機の運航も行われている。

## 災害
伊勢湾は南向きに湾口を持つため、台風の風などのために高潮の被害を受けてきた。例えば、1959年9月26日に紀伊半島に上陸した伊勢湾台風は、伊勢湾沿岸に大きな被害を及ぼした。また、将来的に東南海地震が発生した際には、大規模な津波に襲われる事も懸念されている。
これに加えて、大規模な断層である敦賀湾－伊勢湾構造線が走っており、直下型の大規模な地震も考えられている。
また、将来発生が予想される南海トラフ巨大地震では、湾内で6m前後の津波が到達することが予想されている。

## 文化

### 小説
- 三島由紀夫の小説「潮騒」では「伊勢海」と書かれている。
- 湾口に位置する坂手島（鳥羽市坂手町）は、江戸川乱歩の「パノラマ島奇譚」の舞台として知られているが、神島を同作品の舞台とする説もある。
- 梶井基次郎の小説「城のある町にて」では、松阪城址から望む「I湾」として登場する。

### 短歌
- キタダヒロヒコの短歌連作「常若」にも「I湾は青くてとほい くるめきの 乱歩の 梶井の 三島のI湾」の一首がある。

### 楽曲
- 『伊勢湾』：地元の三重県出身の演歌歌手の鳥羽一郎の歌謡曲である。

### その他
- ギャオス：「ガメラシリーズ」を代表する悪役の怪獣。『大怪獣空中戦 ガメラ対ギャオス』にてガメラとギャオスが伊勢湾で戦い、『ガメラ 大怪獣空中決戦』の初期稿では志摩半島の上空でガメラと複数のスーパーギャオスが戦う構図が予定され、『ガメラ3 邪神覚醒』の初期稿でもガメラが複数のギャオスハイパーと伊良湖岬の付近で戦闘を行うシーンが検討されていた。また、『小さき勇者たち〜ガメラ〜』は大王町と名古屋を中心にストーリーが展開されており、1973年に大王崎にてアヴァンガメラとオリジナルギャオスの群れが戦闘を行い、後にギャオスの影響を受けた怪獣のジーダスが太平洋（伊勢湾）から出現して大王町と名古屋を襲撃し、トト（ガメラ）と戦闘を行っている[37][38]。